# Betsiboka
Der Fluss Betsiboka [beˈtsibukḁ] im Nordwesten Madagaskars mit einem Wassereinzugsgebiet von 49.000 Quadratkilometern, ist 531 Kilometer lang und wird oft auch Roter Fluss genannt. Er mündet in der Bucht von Bombetoka bei der am rechten Ufer liegenden Stadt Mahajanga (französisch Majunga). Er ist einer der drei größten Flüsse in Madagaskar.

## Verlauf
Das Quellgebiet des Betsiboka liegt im Zentrum Madagaskars auf ca. 1600 Höhenmetern, nördlich der Hauptstadt Antananarivo. Er entsteht aus dem Zusammenfluss seiner beiden Quellflüsse Jabo und Amparihibe. Er fließt in Nordwestliche Richtung.
Zur Regenzeit von Anfang November bis Mitte März lagert der Betsiboka enorme Mengen an Sedimenten (siehe Alluvialboden) ab, die Sandbänke bilden und in beschränktem Maße zu gelegentlicher Verlagerung des Flussbettes führen. Ab der Ortschaft Bernarivo ist der Fluss schiffbar. Wenig später mündet Betsibokas wichtigster Nebenfluss, der von links kommende Ikopa. Der Betsiboka mündet bei Mahajanga in die Straße von Mosambik.
Eine hydrologische Besonderheit stellt der Mahajamba dar. Ein Teil seines Wassers fließt über den Kamoro in den Betsiboka, der andere in seinem angestammten Bett in die Straße von Mosambik. Bei Niedrigwasser fließt praktisch das gesamte Wasser des Mahajamba in den Betsiboka. Somit ist die Angabe zum Einzugsgebiet des Betsiboka schwierig. Das Phänomen wurde vermutlich durch einen Hangsturz am Unterlauf hervorgerufen und gilt seit 1903 als stabil. Allerdings kann sich dies durch geologische Prozesse auch wieder sehr schnell ändern.

## Hydrometrie
Der Gesamtabfluss des Betsiboka an der Mündung variiert zwischen 400 und 4500 m³/s.
Die Durchflussmenge des Betsiboka wurde an der hydrologischen Station Ambodiroka bei knapp einem Viertel des Einzugsgebietes, über die Jahre 1957 bis 1969 gemittelt, gemessen (in m³/s).
- Diagrammdaten:
- Definition |
- Rohdaten |
- Hilfe

Der höchste Abfluss an der Station Ambodiroka wurde 1927 mit 24.000 m³/s gemessen.

## Wirtschaft
Ab der Küstenstadt Mahajanga ist der Betsiboka auf 140 Kilometer flussaufwärts schiffbar. Der Hafen und seine damit verbundenen Industrien sind wichtige Erwerbsquellen für die Region. Seit 2000 gibt es ein Joint-Venture mit einer japanischen Firma, das auf der Halbinsel südlich der Stadt eine Shrimps-Farm betreibt 15° 48′ S, 46° 19′ O. Die Shrimps-Farm wurde aufgegeben und ist heute (2022) wüstes Land.
Im Oberlauf auf 19° 1′ S, 47° 43′ O und 19° 15′ S, 47° 51′ O befinden sich einige Stauseen, die zur Energiegewinnung genutzt werden.

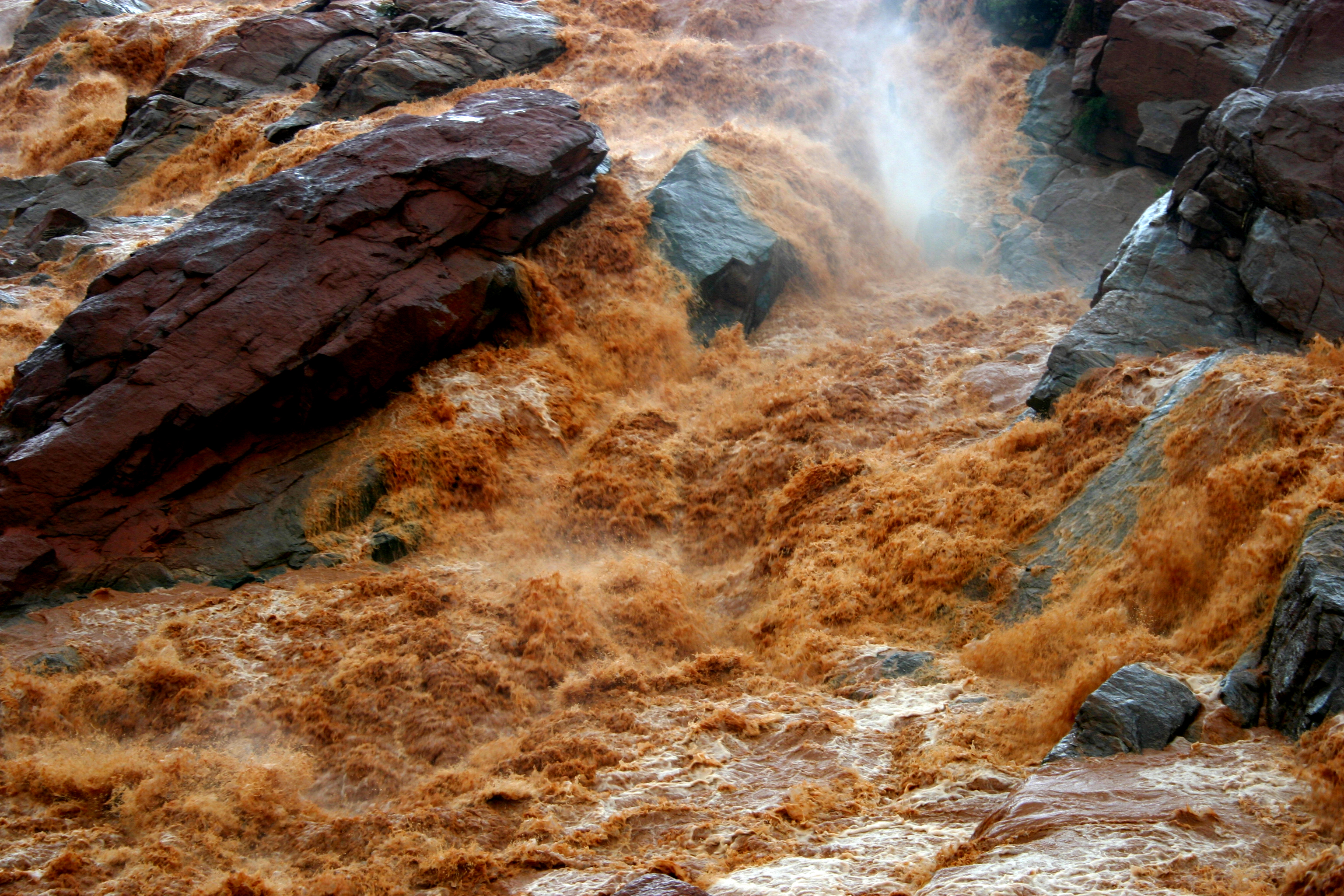
Betsiboka in der Regenzeit

Das Flusswasser wird außerdem zur Bewässerung der Felder benutzt; die Landwirtschaft ist die wichtigste Erwerbsquelle Madagaskars, im Unterlauf des Flusses vor allem der Reisanbau. Nur ein geringer Anteil des Landes ist für den Anbau von Obst und Gemüse geeignet, nachdem seit Mitte des 19. Jahrhunderts zunächst Brandrodung, und mit Beginn der Kolonialisierung ein Raubbau von Holz begonnen hatte. Weite Landstriche der ganzen Westküste waren früher dicht bewaldet, während sie heute eher einer Savanne gleichen. Die Auswirkungen der Brandrodung, die immer noch angewendet wird, sind deutlich sichtbar. Wertvoller nährstoff-, mineral- und eisenreicher Mutterboden wird in der Regenzeit in den Betsiboka geschwemmt und färbt diesen rot. Das Mündungsdelta ist in den letzten 50 Jahren stark versandet, tiefgehende Schiffe erreichen nicht mehr die Industrieanlagen von Mahajanga; die Fracht muss auf kleinere Boote umgeladen werden.

## Flora und Fauna
Die Ufer des Betsiboka sind größtenteils noch sehr ursprünglich als Galeriewald ausgebildet und beherbergen den Lebensraum vieler Lebewesen. Zu ihnen zählen vor allem die Lemurenarten Roter und Brauner Maki, Rotschulter-Wieselmaki, der Kronensifaka und der Coquerel-Sifaka. An Vögeln ist der Riesen-Seidenkuckuck zu nennen, die mit über 50 Zentimetern Größe größte rezent vorkommende Kuckucks-Art.

## Verkehr
Östlich von Maevatanana überquert eine Eisenbrücke den Bestiboka an der Stelle, an der er eine felsige Höhenstufe in Wasserfällen und Stromschnellen passiert. Die zu jeder Jahreszeit erdroten Wasser sind sichtbare Zeugen der erheblichen Erosion im Hochland von Madagaskar. An dieser Stelle stand eine Hängebrücke, die im Zweiten Weltkrieg von den sich zurückziehenden Vichy-Truppen zerstört wurde. Trotzdem gelang es den englisch-südafrikanischen Truppen, die im Wasser liegende Fahrbahn zur Überquerung zu nutzen. Die jetzige Eisenbrücke wurde nach dem Zweiten Weltkrieg erbaut.